# Putney
Putney é um distrito no borough de Wandsworth, na Região de Londres, na Inglaterra. Fica a 8.2 km (5.1 milhas) de Charing Cross', na margem sul do rio Tâmisa, oposto à Fulham. 
É também onde mora John Deacon, o ex-integrante da banda Queen, com esposa e seis filhos.
Putney foi o local de nascimento do historiador Edward Gibbon e do político Clement Attlee, primeiro ministro do Reino Unido de 1945 a 1951.